# Glan-Münchweiler (Verbandsgemeinde)
Glan-Münchweiler est une Verbandsgemeinde (collectivité territoriale) de l'arrondissement de Kusel dans la Rhénanie-Palatinat en Allemagne. Le siège de cette Verbandsgemeinde est dans la commune de Glan-Münchweiler.
La Verbandsgemeinde de Glan-Münchweiler consiste en cette liste d'Ortsgemeinden (municipalités locales) :

Localisation de la Verbandsgemeinde de Glan-Münchweiler dans l'arrondissement de Kusel

1. Börsborn
2. Glan-Münchweiler
3. Henschtal
4. Herschweiler-Pettersheim
5. Hüffler
6. Krottelbach
7. Langenbach
8. Matzenbach
9. Nanzdietschweiler
10. Quirnbach/Pfalz
11. Rehweiler
12. Steinbach am Glan
13. Wahnwegen.